# 2014년 대한민국의 주말 흥행 1위 영화 목록
다음은 2014년 대한민국에서 주말(금요일 ~ 일요일) 간 박스오피스 1위를 달성한 영화의 목록이다.
| #  | 날짜             | 영화                                | 수입 (단위: ₩) | 비고 |
| -- | ---------------- | ----------------------------------- | -------------- | ---- |
| 1  | 2014년 1월 5일   | 《변호인》                          | 9,322,453,500  |      |
| 2  | 2014년 1월 12일  | 《변호인》                          | 6,022,583,000  |      |
| 3  | 2014년 1월 19일  | 《겨울왕국》                        | 8,051,761,000  |      |
| 4  | 2014년 1월 26일  | 《겨울왕국》                        | 9,780,396,000  |      |
| 5  | 2014년 2월 2일   | 《수상한 그녀》                     | 13,319,360,000 |      |
| 6  | 2014년 2월 9일   | 《겨울왕국》                        | 9,578,793,000  |      |
| 7  | 2014년 2월 16일  | 《겨울왕국》                        | 6,160,116,000  |      |
| 8  | 2014년 2월 23일  | 《폼페이: 최후의 날》               | 3,563,994,000  |      |
| 9  | 2014년 3월 2일   | 《논스톱》                          | 5,551,048,200  |      |
| 10 | 2014년 3월 9일   | 《300: 제국의 부활》                | 5,822,874,300  |      |
| 11 | 2014년 3월 16일  | 《우아한 거짓말》                   | 3,375,834,500  |      |
| 12 | 2014년 3월 23일  | 《노아》                            | 7,480,195,000  |      |
| 13 | 2014년 3월 30일  | 《캡틴 아메리카: 윈터 솔져》        | 9,486,693,253  |      |
| 14 | 2014년 4월 6일   | 《캡틴 아메리카: 윈터 솔져》        | 6,368,889,700  |      |
| 15 | 2014년 4월 13일  | 《캡틴 아메리카: 윈터 솔져》        | 3,890,054,667  |      |
| 16 | 2014년 4월 20일  | 《캡틴 아메리카: 윈터 솔져》        | 19,784,924,000 |      |
| 17 | 2014년 4월 27일  | 《어메이징 스파이더맨 2》           | 11,268,926,900 |      |
| 18 | 2014년 5월 4일   | 《역린》                            | 8,432,957,324  |      |
| 19 | 2014년 5월 11일  | 《역린》                            | 4,603,923,149  |      |
| 20 | 2014년 5월 18일  | 《인간중독》                        | 3,694,801,500  |      |
| 21 | 2014년 5월 25일  | 《엑스맨: 데이즈 오브 퓨처 패스트》 | 12,068,275,800 |      |
| 22 | 2014년 6월 1일   | 《엑스맨: 데이즈 오브 퓨처 패스트》 | 6,857,099,366  |      |
| 23 | 2014년 6월 8일   | 《엣지 오브 투모로우》              | 10,730,804,617 |      |
| 24 | 2014년 6월 15일  | 《엣지 오브 투모로우》              | 5,765,719,647  |      |
| 25 | 2014년 6월 22일  | 《엣지 오브 투모로우》              | 4,839,003,200  |      |
| 26 | 2014년 6월 29일  | 《트랜스포머: 사라진 시대》         | 16,109,951,800 |      |
| 27 | 2014년 7월 6일   | 《트랜스포머: 사라진 시대》         | 8,126,019,083  |      |
| 28 | 2014년 7월 13일  | 《혹성탈출: 반격의 서막》           | 10,677,430,872 |      |
| 29 | 2014년 7월 20일  | 《혹성탈출: 반격의 서막》           | 8,511,267,932  |      |
| 30 | 2014년 7월 27일  | 《군도: 민란의 시대》               | 17,003,123,788 |      |
| 31 | 2014년 8월 3일   | 《명량》                            | 26,776,164,016 |      |
| 32 | 2014년 8월 10일  | 《명량》                            | 22,477,572,275 |      |
| 33 | 2014년 8월 17일  | 《명량》                            | 16,447,985,519 |      |
| 34 | 2014년 8월 24일  | 《해적: 바다로 간 산적》            | 7,520,847,200  |      |
| 35 | 2014년 8월 31일  | 《해적: 바다로 간 산적》            | 4,872,633,900  |      |
| 36 | 2014년 9월 7일   | 《타짜: 신의 손》                   | 7,025,726,777  |      |
| 37 | 2014년 9월 14일  | 《타짜: 신의 손》                   | 4,469,588,648  |      |
| 38 | 2014년 9월 21일  | 《메이즈러너》                      | 4,999,284,541  |      |
| 39 | 2014년 9월 28일  | 《메이즈러너》                      | 4,558,609,488  |      |
| 40 | 2014년 10월 5일  | 《제보자》                          | 4,529,482,458  |      |
| 41 | 2014년 10월 12일 | 《나의 사랑 나의 신부》             | 3,902,516,970  |      |
| 42 | 2014년 10월 19일 | 《나의 사랑 나의 신부》             | 3,158,770,735  |      |
| 43 | 2014년 10월 26일 | 《나를 찾아줘》                     | 3,503,494,704  |      |
| 44 | 2014년 11월 2일  | 《나를 찾아줘》                     | 3,770,118,219  |      |
| 45 | 2014년 11월 9일  | 《인터스텔라》                      | 13,571,333,513 |      |
| 46 | 2014년 11월 16일 | 《인터스텔라》                      | 14,455,768,113 |      |
| 47 | 2014년 11월 23일 | 《인터스텔라》                      | 10,267,558,400 |      |
| 48 | 2014년 11월 30일 | 《인터스텔라》                      | 7,426,259,900  |      |
| 49 | 2014년 12월 7일  | 《엑소더스: 신들과 왕들》           | 5,057,178,000  |      |
| 50 | 2014년 12월 14일 | 《님아, 그 강을 건너지 마오》       | 5,126,988,826  |      |
| 51 | 2014년 12월 21일 | 《국제시장》                        | 9,050,792,844  |      |
| 52 | 2014년 12월 28일 | 《국제시장》                        | 11,322,931,552 |      |

## 참고 자료
- KOFIC 영화진흥위원회 주간/주말 박스오피스 참고